# 다노정 (미야자키현)
다노정(田野町)은 2005년 12월 31일까지 미야자키현 미야자키군에 있던 정이다. 
2006년 1월 1일에, 인접했던 사도와라정·다카오카정과 함께, 미야자키시에 편입합병되었다.

## 역사
- 1889년 5월 1일 - 정촌제 시행에 수반해 다노촌이 성립하였다.
- 1950년 5월 3일 - 정으로 승격하였다.
- 2006년 1월 1일에 - 미야자키시에 편입해 지역자치구 (다노정)이 되었다..

## 교통

### 공항
- 미야자키 공항

### 철도
- 규슈 여객철도
  - 닛포 본선

### 도로
- 미야자키 자동차도
- 국도 제269호선